# Tahir Zakaria
Tahir Zakaria, couramment appelé Coach Tahir, est un entraîneur de football tchadien. 

## Biographie
Tahir Zakaria est l’entraîneur de l'équipe du Tchad de football de février à juillet 2025,,,.
Avant de rejoindre l'équipe du tchad de football, il est  l’entraîneur titulaire d’AS PSI pendant plusieurs années.